# Tulsa Tough
Le Tulsa Tough est une course cycliste sur route par étapes américaine disputée à Oklahoma. Il a été créé en 2006 et comprend 3 étapes.

## Palmarès
| Année | Course                  | Vainqueur hommes     | Vainqueur femmes   |
| ----- | ----------------------- | -------------------- | ------------------ |
| 2006  |                         | Karl Bordine         |                    |
| 2006  | Jason Donald            |                      |                    |
| 2006  | Jason Donald            |                      |                    |
| 2007  |                         | Ricardo Escuela      |                    |
| 2007  | Michael Grabinger       |                      |                    |
| 2007  | Brian Jensen            |                      |                    |
| 2008  |                         | Hilton Clarke        |                    |
| 2008  | Ivan Stević             |                      |                    |
| 2008  | Ivan Stević             |                      |                    |
| 2009  | Blue Dome Criterium     | Charles Bradley Huff | Laura Van Gilder   |
| 2009  | Brady Village Criterium | Charles Bradley Huff | Shelley Olds       |
| 2009  | Riverview Criterium     | Daniel Ramsey        | Shelley Olds       |
| 2010  |                         | Charles Bradley Huff | Amanda Miller      |
| 2010  |                         | Charles Bradley Huff | Coryn Rivera       |
| 2010  |                         | Brian Jensen         | Cari Higgins       |
| 2011  | Blue Dome Criterium     | Jonathan Cantwell    | Tiffany Pezzulo    |
| 2011  | Brady Village Criterium | Ken Hanson           | Jackie Crowell     |
| 2011  | Riverview Criterium     | Alejandro Borrajo    | Anne Samplonius    |
| 2012  | Blue Dome Criterium     | Ken Hanson           | Erica Allar        |
| 2012  | Brady Village Criterium | Luis Amarán          | Robin Farina       |
| 2012  | River Parks Criterium   | Eric Marcotte        | Alison Powers      |
| 2013  | Blue Dome Criterium     | Luke Keough          | Theresa Cliff-Ryan |
| 2013  | Brady Village Criterium | Luke Keough          | Theresa Cliff-Ryan |
| 2013  | River Parks Criterium   | Luke Keough          | Alison Powers      |
| 2014  |                         | Fabrizio Von Nacher  |                    |
| 2015  |                         | Daniel Holloway      |                    |
| 2016  |                         | Daniel Holloway      |                    |
| 2017  |                         | Scott Law            |                    |
| 2018  |                         | Alfredo Rodríguez    |                    |
| 2019  |                         | Sam Bassetti         |                    |
| 2021  |                         | Cory Williams        | Skylar Schneider   |